# تورستن بيكر (كاتب)
تورستن بيكر (بالألمانية: Thorsten Becker)‏ (و. 1958  م) هو كاتب ألماني، شارك في Ingeborg Bachmann Award 1986 ‏.

## جوائز
حصل على جوائز منها:

Alfred-Döblin-Stipendium ‏

## روابط خارجية
- تورستن بيكر على موقع مونزينجر (الألمانية)